# KBS News 9
KBS News 9 (KBS 뉴스9) ist eine Flaggschiff-Nachrichtensendung des Korean Broadcasting System (KBS). Es wird täglich um 21:00 Uhr auf KBS1 in Südkorea und weltweit auf KBS World ausgestrahlt. Die Nachrichtensendung mit Nachrichten, Sport, Wetter, Gesundheit, Gesellschaft und anderen Themen wurde am 22. Mai 1973 uraufgeführt.
Seit dem 3. März 2005 wurde die Nachrichtensendung im HD-Format ausgestrahlt.

## Moderatoren

### KBS News 9
- Om Kyeong-cheol und Lee Gak-kyeong (Montag bis Donnerstag)
- Kim Tae-wook und Park So-hyun (Freitag bis Sonntag)

### KBS Sports 9
- Lee Jae-sung (Montag bis Freitag)
- Lee Hye-sung (Samstag und Sonntag)